# Haunted Castle
Haunted Castle — аркадная игра-платформер и сайд-скроллер, выпущенная Konami в 1988 году. Игра служит адаптацией оригинальной Castlevania (отсюда и японское название), но не продавалась как часть серии за пределами Японии. В отличие от VS. Castlevania (более ранняя версия для Vs. System, выпущенная исключительно в Северной Америке в 1987 году), это не версия, полученная прямым портированием с NES, а скорее совершенно новая игра, работающая на специальном оборудовании на основе JAMMA.
Главный герой игры — Саймон Белмонт, который отправляется в путешествие, чтобы спасти свою новую жену Серену из лап графа Дракулы. Саймон должен пройти шесть этапов, чтобы добраться до логова графа.

## Игровой процесс
Haunted Castle — типичный платформер с шестью этапами, которые проходятся линейно. Игрок управляет главным героем, основной способ атаки которого — кнут. Он должен сражаться с различными врагами, такими как скелеты, зомби, рыбаки и горбуны. Уничтожая определённых врагов, он может сменить своё оружие на более мощный цеп или меч. Кроме того, можно получить различное «вспомогательное оружие», которое обеспечивает различные способы атаки, среди них бомбы (святая вода в этой игре), бумеранги, часы, кресты и факела. Сердца собираются, чтобы использовать каждый из этих предметов. Игрок может носить только один предмет одновременно.
Каждый из шести уровней в Haunted Castle завершается битвой с боссом. Как и в других играх серии, эти боссы, как правило, взяты из ужасов или легенд, и включают в себя Медузу, Чудовище Франкенштейна, и основного босса серии, Дракулу.

## Разработка

### Аудио
Саундтрек был частично написан Кэнъити Мацубарой, который ранее делал саундтрек к Castlevania II: Simon’s Quest. В Haunted Castle есть несколько известных музыкальных треков, которые были использованы в других играх серии. Хорошо узнаваемая «Bloody Tears» (впервые прозвучавшие в ранее выпущенной Castlevania II) используется в этой игре в качестве темы для этапа 3. Ещё одна аркадная пьеса, тема 1-го этапа «Cross Your Heart», была повторно использована в Castlevania: Portrait of Ruin под названием «Crucifix Held Close» и как открываемая песня в Castlevania: The Dracula X Chronicles. Также часть «Akumajo Dracula Medley» появляется в Dance Dance Revolution Ultramix 3 (первоначально появившаяся на аркадных автоматах в Японии и серии музыкальных игр для PlayStation 2 Keyboardmania), вместе с «Bloody Tears». «Clockwork’s Beat», который играет во время 5-го этапа, получил ремикс в Castlevania: Dawn of Sorrow под названием «Underground Melodies» (фактически название темы 4-го уровня Haunted Castle). Наконец, «Don’t Wait Until Night», сыгранный на 6-м уровне, получил ремикс в Castlevania: Aria of Sorrow для темы Юлия «Heart of Fire», хотя эта конкретная песня на самом деле является смесью мелодии из Haunted Castle и «Heart of Fire» из 5-й стадии оригинальной Castlevania.

### Релизы
Порт для PlayStation 2 был выпущен издателем игры Hamster в мае 2006 года в рамках серии Oretachi Gēsen Zoku. Этот порт был выпущен только в Японии.
В сентябре 2017 года Hamster выпустила игру для PlayStation 4 в рамках серии цифровых релизов Arcade Archives. Эта версия включает в себя возможность играть в японскую, североамериканскую и европейскую версии игры. Haunted Castle также включён в Arcade Hits Anniversary Collection, выпущенную в цифровом виде 19 апреля 2019 года для the PlayStation 4, Xbox One, Nintendo Switch и PC (через Steam). В отличие от отдельной версии из Arcade Archives, версия игры, включённая в сборник, зависит от региона.

## Заметки
1. ↑  Известный в Японии как Akumajō Dracula (яп. 悪魔城ドラキュラ акумадзё: доракюра, букв. дьявольский замок Дракула)[5]